# Karel Brand
Karel Brand von Santa Lucia (německy Karl Brand Ritter von Santa Lucia; 9. července 1856 Plzeň – 19. listopadu 1938) byl český šlechtic, podnikatel a politik, na přelomu 19. a 20. století poslanec Českého zemského sněmu.

## Život

### Politické působení
V roce 1878 absolvoval právnická studia na Karlo-Ferdinandově univerzitě a poté vstoupil do politické státní služby. Byl zaměstnán u hejtmanství ve Falknově, Trutnově a Lanškrouně a jako okresní komisař byl přidělen zemské školní radě v Praze. V roce 1893 jako místodržitelský tajemník opustil státní službu a převzal správu velkostatku Nové Dvory u Chebu. V období 1895–1901, 1901–1908 a 1908–1913 byl poslancem Českého zemského sněmu. Císařským majestátem ze dne 30. června 1899 byl povýšen do stavu svobodných pánů. Dalším majestátem ze září téhož roku bylo jeho synům povoleno užívání příjmení Brand-Kopal.

### Rodina
Díky otci Ludvíkovi byli Brandové dne 18. dubna 1851 povýšeni do rytířského stavu s přídomkem von Santa Lucia. Roku 1885 se Karel v Budapešti oženil s Bertou, rozenou vikomtesou de Maistre (* 1860 Praha). Měli spolu syny Viktora a Bohumila.
Karel Brand vlastnil v Praze na Malé Straně dům U Ježíška.